# Fglrx
fglrx était le nom du pilote logiciel propriétaire pour les cartes graphiques ATI Radeon et FireGL sous Linux. Dorénavant les pilotes propriétaires d'AMD pour les cartes graphiques Radeon se nomment AMD Catalyst (en) toutes plateformes confondues.

## Versions
Le pilote est disponible pour XFree86 et X.Org et chacun pour les systèmes x86 et x86-64. 
- La version 8.24.8 du 18 avril 2006 apporte le support des cartes Radeon X1300, X1600, X1800 et X1900.
- Depuis la version 8.29.6, les cartes basées sur le chipset Radeon R200 (c'est-à-dire les séries 8500/9000/9100/9200/9250) ne sont plus supportées.

Après novembre 2007, un nom et une numérotation communs du pilote (sous Windows et Mac OS) ont été adoptés : Catalyst année.mois (par exemple Catalyst 8.1 pour janvier 2008). Le nom courant du pilote est "Catalyst™ Proprietary Linux Driver". Ce pilote est aussi disponible au téléchargement sur le site officiel.

## Cartes supportées
- Radeon
- All-in Wonder
- FireMV
- FireGL
- Mobility Radeon
- Cartes vidéo intégrées